# Cartografía planetaria
La cartografía planetaria o cartografía de objetos extraterrestres (CEO), es la cartografía de objetos sólidos fuera de la Tierra. Los mapas planetarios pueden mostrar cualquier característica mapeada espacialmente (como topografía, geología y propiedades geofísicas) para superficies extraterrestres. Algunos ejemplos conocidos de estos mapas han sido producidos por el USGS, como el último Mapa Geológico de Marte, pero otros muchos son publicados en revistas científicas especializadas.

## Productos
- El mapa de albedo muestra la diferencia medida en la reflectividad de la superficie de la superficie de un cuerpo celeste.
- Atlas es una colección especial de imágenes de la superficie de un cuerpo celeste. Las imágenes pueden ser de fuentes terrestres o de naves espaciales. Por lo general, se utiliza una sola escala o un conjunto de escalas en todo el atlas. Los atlas pueden tener temas específicos (p.ej., fotográficos, especializados en determinados problemas, temáticos, etc.).
- El atlas complejo (integrado) de grupos de cuerpos celestes es una colección sistemática de mapas de un grupo de cuerpos celestes (p.ej., los planetas terrestres, los satélites de los planetas gigantes gaseosos, etc.), que permite analizar los datos recopilados. información a través de la planetología comparada.
- El mapa geoquímico muestra la distribución de elementos químicos o minerales en la superficie de un cuerpo celeste.
- El mapa geológico es una representación gráfica que generaliza la historia geológica del área cubierta por el mapa. Un mapa geológico incluye información sobre la estructura, distribución, edad y tipo genético de las rocas en la superficie del cuerpo celeste.
- El mapa geológico/morfológico muestra la distribución espacial de las características geológicas, geomorfológicas y tectónicas de un cuerpo celeste.
- El mapa geomórfico es una representación gráfica de la distribución de los tipos morfológicos de la superficie retratados en los accidentes geográficos de un cuerpo planetario. Los mapas geomórficos no intentan inferir la historia geológica de las rocas en sí, sino los procesos que han generado las características superficiales actuales.
- El mapa geofísico muestra una variedad de información geofísica en una representación espacial (como mapas de anomalías gravimétricas, sísmicas y magnéticas).
- Globe es una representación cartográfica de la superficie de un cuerpo planetario en una forma tridimensional (que puede ser esférica o no esférica, como un elipsoide triaxial), conservando la similitud geométrica de las ubicaciones y las características de los contornos. Se han producido globos de planetas esféricos y objetos irregulares (p. ej., la luna marciana Fobos, el asteroide Eros) a partir de imágenes y datos de teledetección obtenidos de una variedad de fuentes.
- El mapa hipsométrico muestra las características del macrorrelieve en una superficie planetaria (para mapas producidos en Rusia). El relieve se representa mediante contornos o isolíneas (para mostrar áreas con la misma elevación relativa) e intervalos de contorno codificados por colores. En otros países, este término también puede describir la distribución de elevaciones en el objeto extraterrestre.
- El mapa del sitio de aterrizaje en la cartografía planetaria es una representación gráfica de la región que rodea el sitio donde una nave espacial se detuvo en una superficie planetaria (generalmente se muestra a gran escala).
- Mapa en cartografía planetaria es una imagen generalizada de la superficie de un cuerpo sólido extraterrestre (excluyendo la Tierra), que indica la ubicación de los objetos proyectados matemáticamente según el sistema de coordenadas adoptado utilizado para la proyección. Los símbolos pueden representar cualquier tema, fenómeno o proceso elegido por el cartógrafo para ser ilustrado en el mapa (se debe incluir una leyenda que defina todos los símbolos para ayudar al usuario del mapa). Los mapas de territorios extraterrestres representan todos los cuerpos del sistema solar, con excepción de la Tierra; se pueden representar en una variedad de formas, como electrónica (p. ej., digital), convencional (impresa), multilingüe, ortofoto, dibujo (p. ej., relieve sombreado), contorno, topográfico (contorneado) y temático.
- El mapa de contorno en la cartografía planetaria es un mapa que representa el relieve con la ayuda de contornos y símbolos especiales. Estos mapas se utilizan como mapas base para mapas temáticos y esquemáticos, lo que permite al usuario vincular visualmente un atributo representado con una característica de relieve en la superficie.
- El mapa de propiedades físicas es un mapa de varios atributos medidos de la superficie extraterrestre, como el albedo (ver albedo, en esta sección), anomalías térmicas (p. ej., la distribución de puntos calientes en el hemisferio de la Luna que mira hacia la Tierra) y mediciones polarimétricas.
- El mapa sinóptico en cartografía planetaria es una representación gráfica de atributos (p. ej., presión, temperatura, etc.) que describen el tiempo sobre una superficie planetaria (p. ej., un mapa del tiempo en Marte).
- El mapa tectónico en cartografía planetaria es una representación gráfica de elementos estructurales relacionados con la historia tectónica de la corteza superior de un cuerpo planetario. Las diferentes áreas estructurales y sus elementos separados (por ejemplo, fallas y pliegues) se muestran mediante varios símbolos; cuando se combina con un mapa geológico, se dan datos sobre la edad y el tipo de rocas que componen los elementos estructurales, así como su desarrollo en el tiempo.
- El mapa temático en cartografía planetaria es un mapa que muestra la representación espacial de las propiedades físicas de una superficie planetaria (por ejemplo, mapas hipsométricos, geofísicos, geológico-morfológicos y geoquímicos).
- El mapa de terreno en cartografía planetaria es una representación gráfica de la distribución de límites entre regiones mapeadas en el cuerpo planetario, que muestra la presencia o ausencia de detalles característicos de una superficie (p. ej., cráteres de impacto, colinas, fallas, flujos de lava, cubierta eólica, etc.). Dichos mapas generalmente se producen a partir de datos obtenidos por teledetección. Véase también mapa geológico/morfológico, mapa fotogeológico.